# Emily Brontë

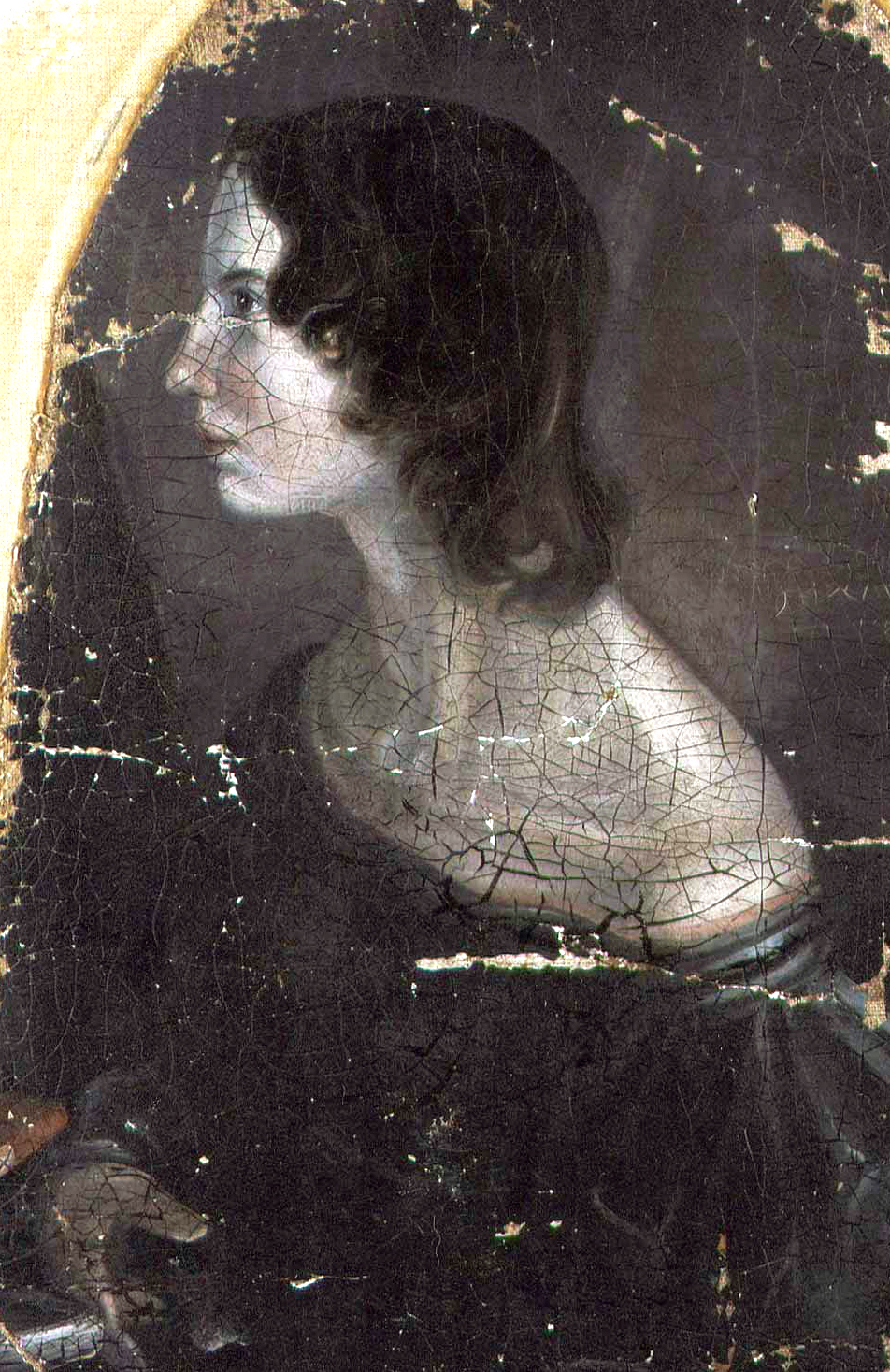
Tranh chân dung bằng chất liệu sơn dầu vẽ năm 1833 cũng của em trai Branwell của bà, nhưng một số nguồn vẫn còn đang gây tranh cãi về danh tính người được vẽ là em gái Anne hay là Emily.

Emily Jane Brontë (30 tháng 7 năm 1818 – 19 tháng 12 năm 1848) là tiểu thuyết gia và là nhà thơ người Anh. Bà nổi tiếng với cuốn tiểu thuyết duy nhất Đồi gió hú. Tác phẩm này được xem là một kiệt tác trong văn học Anh. Trong ba chị em nhà Brontë sống sót cho đến khi trưởng thành, Emily là người thứ hai, cô cả là Charlotte và em út là Anne. Emily Brontë xuất bản dưới bút danh Ellis Bell, một cái tên nam giới.

## Tiểu sử
Emily sinh tại Thornton, gần Bradford. Bà là người thứ tư trong số 6 người con của Patrick Brontë và Maria Branwell. Mẹ bà, Maria Branwell Brontë, qua đời vào ngày 15 tháng 9 năm 1821 vì bệnh ung thư. Năm 1824, gia đình chuyển đến Haworth, nơi ông bố làm Mục Sư cho một nhà thờ Anh giáo. Tháng 5 năm 1826, hai người chị cả, Maria (sinh 1814) và Elizabeth (sinh 1815), chết vì bệnh lao. Trong hoàn cảnh đó, năng khiếu văn học của mấy chị em nảy nở một cách lạ thường. Suốt thời thơ ấu sau khi mẹ mất, ba chị em và người em trai Patrick Branwell Brontë sáng tạo ra những vùng đất tưởng tượng, các địa điểm này được dùng trong tác phẩm của họ về sau. Rất ít tác phẩm của Emily trong thời này còn được lưu lại, ngoại trừ những bài thơ được đọc bởi các nhân vật trong Thời thơ ấu nhà Brontës  (Fannie Ratchford) 1941.
Năm 1842, Emily nhận làm gia sư tại trường nữ thục Patchett ở đồi Law, gần Halifax. Tuy nhiên, bà bỏ việc sau 6 tháng vì nhớ nhà. Sau đó, Charlotte và Emily theo học tại một trường học tư ở Brussels sáng lập bởi Constantin Heger và vợ của ông là bà Claire Zoé Parent Heger. Về sau, hai chị em định mở trường tại nhà riêng mình nhưng không có học sinh.
Năng khiếu thơ của Emily được Charlotte phát hiện. Sau đó ba chị em cùng in chung một tập thơ năm 1846, Tuyển tập thơ của Currer, Ellis và Acton Bell. Để tránh những thành kiến đối với các nhà văn nữ vào thời đó, chị em Brontë đã chọn tên khác để không thể xác định được giới tính: Charlotte Brontë trở thành Currer Bell, Anne Brontë trở thành Acton Bell, và Emily Brontë trở thành Ellis Bell. Những chữ đầu của tên của ba chị em cũng là những chữ đầu trong bút danh của họ.
Năm 1847, Emily tự xuất bản cuốn tiểu thuyết duy nhất của mình, Đồi gió hú, thành 2 tập trong một bộ 3 tập (tập cuối cùng là Agnes Grey do em gái Anne viết). Cấu trúc sáng tạo của tác phẩm làm các nhà phê bình bối rối. Mặc dù có nhiều ý kiến phê bình trái ngược khi mới xuất bản, nhưng sau đó Đồi gió hú trở thành một tác phẩm văn học kinh điển trong văn học Anh. Năm 1850, Charlotte biên tập và xuất bản Đồi gió hú riêng rẽ, dưới tên thật của Emily. Một trong những người viết tiểu sử Emily, bà Juliet Barker, cho rằng Charlotte đã hủy bản thảo của cuốn tiểu thuyết thứ hai sau khi Emily chết.
Giống như các chị em của mình, sức khỏe của Emily suy yếu rõ rệt do thời tiết khắc nghiệt lúc ở nhà và ở trường. Bà bị nhiễm lạnh trong lễ tang chôn cất em trai từ đó dẫn đến bệnh lao. Bà kiên quyết không dùng thuốc men và chết lúc 2 giờ chiều ngày 19 tháng 12, 1848. Emily được an táng tại Nhà thờ St. Michael và các thánh thần bên cạnh những người thân trong gia đình tại Haworth, Tây Yorkshire, Anh.